# Letsile Tebogo
Letsile Tebogo (n. 7 iunie 2003, Kanye, Districtul Southern, Botswana, Botswana) este un atlet ce a reprezentat Botswana, medaliat olimpic. A participat la o ediție a Jocurilor Olimpice (2024) în care a câștigat o medalie de aur și o medalie de argint în probele de 200 m și 4x400 m.

## Palmares
| An   | Competiție                     | Locație                 | Loc | Eveniment | Note    |
| ---- | ------------------------------ | ----------------------- | --- | --------- | ------- |
| 2021 | Ștafetele Mondiale             | Chorzów, Polonia        | 13  | 4×100 m   | 39,55   |
| 2021 | Campionatul Mondial de Juniori | Nairobi, Kenya          | 1   | 100 m     | 10,19   |
| 2021 | Campionatul Mondial de Juniori | Nairobi, Kenya          | 2   | 200 m     | 20,38   |
| 2022 | Campionatul Africii            | Saint Pierre, Mauritius | 1   | 200 m     | 20,26   |
| 2022 | Campionatul Africii            | Saint Pierre, Mauritius | 8   | 4×100 m   | DS      |
| 2022 | Campionatul Mondial            | Eugene, Statele Unite   | 16  | 100 m     | 10,17   |
| 2022 | Campionatul Mondial de Juniori | Cali, Columbia          | 1   | 100 m     | 9,91    |
| 2022 | Campionatul Mondial de Juniori | Cali, Columbia          | 2   | 200 m     | 19,96   |
| 2023 | Campionatul Mondial            | Budapesta, Ungaria      | 2   | 100 m     | 9,88    |
| 2023 | Campionatul Mondial            | Budapesta, Ungaria      | 3   | 200 m     | 19,81   |
| 2024 | Ștafetele Mondiale             | Nassau, Bahamas         | 1   | 4×400 m   | 2:59,11 |
| 2024 | Campionatul Africii            | Douala, Camerun         | 24  | 100 m     | NS      |
| 2024 | Campionatul Africii            | Douala, Camerun         | 8   | 4×100 m   | NT      |
| 2024 | Jocurile Olimpice              | Paris, Franța           | 6   | 100 m     | 9,86    |
| 2024 | Jocurile Olimpice              | Paris, Franța           | 1   | 200 m     | 19,46   |
| 2024 | Jocurile Olimpice              | Paris, Franța           | 2   | 4×400 m   | 2:54,53 |

1. ↑  Sportivul a participat doar la calificări.